# Pallanuoto ai Giochi della XXX Olimpiade - Convocazioni al torneo femminile
In questa pagina sono elencate le formazioni delle squadre nazionali qualificate al torneo olimpico femminile di pallanuoto dei Giochi della XXX Olimpiade.

Ogni nazionale qualificata può schierare fino a 13 giocatrici. I dati riguardanti i club sono riferiti all'ultima stagione disputata (2011-2012).

## Gruppo A

### Cina
| No | Nome         | R  | Alt    | Peso   | Data di nascita  | Luogo di nascita | Club         |
| -- | ------------ | -- | ------ | ------ | ---------------- | ---------------- | ------------ |
| 1  | Yang Jun     | P  | 1,80 m | 69 kg  | 28 aprile 1988   | Pechino, Cina    | Tianjin, CHN |
| 2  | Teng Fei     | D  | 1,69 m | 65 kg  | 23 gennaio 1988  | Pechino, Cina    |              |
| 3  | Liu Ping     | D  | 1,74 m | 67 kg  | 1º gennaio 1987  | Pechino, Cina    |              |
| 4  | Sun Yujun    | A  | 1,68 m | 65 kg  | 30 gennaio 1987  | Tianjin, Cina    |              |
| 5  | He Jin       | CB | 1,78 m | 100 kg | 3 maggio 1987    | Tianjin, Cina    |              |
| 6  | Sun Yating   | A  | 1,80 m | 80 kg  | 24 febbraio 1988 | Tianjin, Cina    |              |
| 7  | Song Donglun | D  | 1,78 m | 82 kg  | 24 aprile 1991   | Pechino, Cina    |              |
| 8  | Gao Ao       | A  | 1,73 m | 75 kg  | 20 luglio 1990   | Pechino, Cina    |              |
| 9  | Wang Yi      | A  | 1,78 m | 69 kg  | 20 luglio 1987   | Shandong, Cina   | Guangxi, CHN |
| 10 | Ma Huanhuan  | CV | 1,77 m | 69 kg  | 13 gennaio 1990  | Guangxi, Cina    |              |
| 11 | Sun Huizi    | CB | 1,82 m | 69 kg  | 11 giugno 1990   | Liaoning, Cina   |              |
| 12 | Zhang Lei    | A  | 1,71 m | 65 kg  | 9 giugno 1988    | Liaoning, Cina   |              |
| 13 | Wang Ying    | P  | 1,85 m | 76 kg  | 7 agosto 1988    | ?                |              |

### Spagna
Le 13 giocatrici sono state annunciate insieme alla nazionale maschile il 9 luglio 2012.
| No | Nome            | R  | Alt    | Peso  | Data di nascita   | Luogo di nascita   | Club                 |
| -- | --------------- | -- | ------ | ----- | ----------------- | ------------------ | -------------------- |
| 1  | Laura Ester     | P  | 1,70 m | 56 kg | 22 gennaio 1990   | Barcellona, Spagna | Sabadell, ESP        |
| 2  | Marta Bach      | CB | 1'76 m | 66 kg | 17 gennaio 1983   | Mataró, Spagna     | Mataró, ESP          |
| 3  | Anni Espar      | D  | 1,80 m | 66 kg | 8 gennaio 1993    | Barcellona, Spagna | Sabadell, ESP        |
| 4  | Roser Tarragó   | D  | 1,70 m | 59 kg | 25 marzo 1993     | Barcellona, Spagna | Mataró, ESP          |
| 5  | Matilde Ortiz   | D  | 1,74 m | 67 kg | 16 settembre 1990 | Veracruz, Messico  | Sabadell, ESP        |
| 6  | Jennifer Pareja | A  | 1,74 m | 63 kg | 8 maggio 1984     | Olot, Spagna       | Sabadell, ESP        |
| 7  | Lorena Miranda  | D  | 1,74 m | 73 kg | 7 aprile 1991     | Ceuta, Spagna      | Dos Hermanas, ESP    |
| 8  | Pilar Peña      | CB | 1,72 m | 61 kg | 4 aprile 1986     | Madrid, Spagna     | Sabadell, ESP        |
| 9  | Andrea Blas     | CB | 1,73 m | 81 kg | 14 febbraio 1992  | Saragozza, Spagna  | Zaragoza, ESP        |
| 10 | Ona Meseguer    | A  | 1,67 m | 62 kg | 20 febbraio 1988  | Barcellona, Spagna | Sant Andreu, ESP     |
| 11 | Maica García    | CB | 1,88 m | 90 kg | 17 ottobre 1990   | Sabadell, Spagna   | Sabadell, ESP        |
| 12 | Laura López     | A  | 1,70 m | 63 kg | 13 gennaio 1988   | Madrid, Spagna     | Madrid Moscardó, ESP |
| 13 | Ana Copado      | P  | 1,80 m | 70 kg | 31 marzo 1980     | Terrassa, Spagna   | Sant Andreu, ESP     |

- Staff tecnico:

CT:  Miki Oca:
Assistenti: Jordi Valls, Claudio Camarena. Fisioterapista: Cristian Fernández. Medico: Albert Estiarte. Delegato federale: Pere Robert. Capo delegazione: Juan Viota.

### Stati Uniti
La selezione statunitense è stata la prima a essere ufficializzata, il 17 maggio 2012.
| No | Nome               | R  | Alt    | Peso   | Data di nascita  | Luogo di nascita         | Club                   |
| -- | ------------------ | -- | ------ | ------ | ---------------- | ------------------------ | ---------------------- |
| 1  | Betsey Armstrong   | P  | 1,88 m | 77 kg  | 31 gennaio 1983  | Ann Arbor, Stati Uniti   | New York A.C., USA     |
| 2  | Heather Petri      | A  | 1,80 m | 73 kg  | 13 giugno 1978   | Oakland, Stati Uniti     | New York A.C., USA     |
| 3  | Melissa Seidemann  | D  | 1,83 m | 104 kg | 26 giugno 1990   | Hoffman Estates, USA     | Stanford Cardinal, USA |
| 4  | Brenda Villa       | A  | 1,63 m | 69 kg  | 18 aprile 1980   | Los Angeles, Stati Uniti | Olympic Club, USA      |
| 5  | Lauren Wenger      | CV | 1,91 m | 77 kg  | 11 marzo 1984    | Anaheim, Stati Uniti     | New York A.C., USA     |
| 6  | Maggie Steffens    | D  | 1,75 m | 70 kg  | 4 giugno 1993    | San Ramon, Stati Uniti   | Diablo, USA            |
| 7  | Courtney Mathewson | A  | 1,70 m | 71 kg  | 19 giugno 1986   | Orange, Stati Uniti      | New York A.C., USA     |
| 8  | Jessica Steffens   | D  | 1,83 m | 75 kg  | 7 aprile 1987    | San Francisco, USA       | New York A.C., USA     |
| 9  | Elsie Windes       | D  | 1,78 m | 70 kg  | 17 giugno 1985   | Portland, Stati Uniti    | Tualatin Hills, USA    |
| 10 | Kelly Rulon        | A  | 1,78 m | 61 kg  | 16 agosto 1984   | San Diego, Stati Uniti   | New York A.C., USA     |
| 11 | Annika Dries       | CB | 1,85 m | 88 kg  | 16 febbraio 1992 | La Jolla, Stati Uniti    | SET, USA               |
| 12 | Kami Craig         | CB | 1,80 m | 88 kg  | 21 luglio 1987   | San Luis Obispo, USA     | Santa Barbara, USA     |
| 13 | Anae Tumuaialii    | P  | 1,80 m | 70 kg  | 16 ottobre 1988  | Honolulu, Stati Uniti    | USC Trojans, USA       |

- Staff tecnico:

CT:  Adam Krikorian

### Ungheria
La selezione magiara è stata annunciata il 25 giugno 2012.
| No | Nome            | R | Alt    | Peso  | Data di nascita  | Luogo di nascita     | Club             |
| -- | --------------- | - | ------ | ----- | ---------------- | -------------------- | ---------------- |
| 1  | Flóra Bolonyai  | P | 1,79 m | 69 kg | 5 aprile 1991    | Budapest, Ungheria   | USC Trojans, USA |
| 2  | Dóra Czigány    |   | 1,70 m | 62 kg | 23 ottobre 1992  | Cegléd, Ungheria     | Eger, HUN        |
| 3  | Dóra Antal      |   | 1,68 m | 60 kg | 9 settembre 1993 | Eger, Ungheria       | Eger, HUN        |
| 4  | Hanna Kisteleki |   | 1,73 m | 67 kg | 10 marzo 1991    | Budapest, Ungheria   | Vasutas, HUN     |
| 5  | Gabriella Szűcs |   | 1,83 m | 74 kg | 7 marzo 1988     | Székesfehérvár, HUN  | Dunaújváros, HUN |
| 6  | Orsolya Takács  |   | 1,90 m | 83 kg | 20 maggio 1985   | Budapest, Ungheria   | Szentes, HUN     |
| 7  | Rita Drávucz    | A | 1,80 m | 68 kg | 14 aprile 1980   | Szolnok, Ungheria    | Pro Recco, ITA   |
| 8  | Rita Keszthelyi |   | 1,77 m | 67 kg | 10 dicembre 1991 | Budapest, Ungheria   | Szentes, HUN     |
| 9  | Ildikó Tóth     |   | 1,75 m | 70 kg | 20 aprile 1987   | Budapest, Ungheria   | Vasutas, HUN     |
| 10 | Barbara Bujka   | A | 1,74 m | 84 kg | 5 settembre 1986 | Budapest, Ungheria   | Messina, ITA     |
| 11 | Dóra Csabai     |   | 1,75 m | 62 kg | 20 aprile 1989   | Budapest, Ungheria   | Vasutas, HUN     |
| 12 | Kata Menczinger |   | 1,78 m | 69 kg | 17 gennaio 1989  | Budapest, Ungheria   | Dunaújváros, HUN |
| 13 | Edina Gangl     | P | 1,81 m | 67 kg | 25 giugno 1990   | Mosonmagyaróvár, HUN | Eger, HUN        |

- Staff tecnico:

CT:  András Merész

## Gruppo B

### Australia
La formazione delle 13 giocatrici è stata comunicata il 12 giugno 2012.
| No | Nome                | R  | Alt    | Peso  | Data di nascita  | Luogo di nascita        | Club                     |
| -- | ------------------- | -- | ------ | ----- | ---------------- | ----------------------- | ------------------------ |
| 1  | Victoria Brown      | P  | 1,83 m | 76    | 27 luglio 1985   | Melbourne, Australia    | Victorian Tigers, AUS    |
| 2  | Gemma Beadsworth    | CV | 1,80 m | 79 kg | 17 luglio 1987   | Perth, Australia        | Fremantle Mariners, AUS  |
| 3  | Sophie Smith        | D  | 1,81 m | 68 kg | 26 febbraio 1986 | Brisbane, Australia     | QLD Breakers, AUS        |
| 4  | Holly Lincoln-Smith | A  | 1,83 m | 82 kg | 26 marzo 1988    | Sydney, Australia       | Cronulla Sharks, AUS     |
| 5  | Jane Moran          | D  | 1,67 m | 70 kg | 6 giugno 1985    | Murwillumbah, Australia | Brisbane Barracudas, AUS |
| 6  | Bronwen Knox        | CV | 1,82 m | 88 kg | 16 aprile 1986   | Brisbane, Australia     | QLD Breakers, AUS        |
| 7  | Rowena Webster      | CB | 1,78 m | 80 kg | 27 dicembre 1987 | East Melbourne, AUS     | Victorian Tigers, AUS    |
| 8  | Kate Gynther        | A  | 1,75 m | 73 kg | 5 luglio 1982    | Brisbane, Australia     | Brisbane Barracudas, AUS |
| 9  | Glencora Ralph      |    | 1,78 m | 67 kg | 8 agosto 1988    | Geraldton, Australia    | Fremantle Mariners, AUS  |
| 10 | Ashley Southern     |    | 1,88 m | 94 kg | 22 ottobre 1992  | Ingham, Australia       | Brisbane Barracudas, AUS |
| 11 | Melissa Rippon      |    | 1,69 m | 70 kg | 20 gennaio 1981  | Sydney, Australia       | Brisbane Barracudas, AUS |
| 12 | Nicola Zagame       |    | 1,74 m | 72 kg | 11 agosto 1990   | Kogarah, Australia      | Cronulla Sharks, AUS     |
| 13 | Alicia McCormack    | P  | 1,68 m | 72 kg | 7 giugno 1983    | Kogarah, Australia      | Cronulla Sharks, AUS     |

- Staff tecnico:

CT:  Greg McFadden.
Assistenti: Ryan Moar, Dalibor Maslan. Team manager: Lynn Morrison. Fisioterapista: Liz Street.

### Gran Bretagna
| No | Nome                   | R  | Alt    | Peso  | Data di nascita  | Luogo di nascita           | Club                     |
| -- | ---------------------- | -- | ------ | ----- | ---------------- | -------------------------- | ------------------------ |
| 1  | Robyn Nicholls         | P  | 1,78 m | 65 kg | 8 maggio 1990    | Bolton, Inghilterra        | City of Manchester, GBR  |
| 2  | Chloe Wilcox           | D  | 1,72 m | 62 kg | 20 dicembre 1986 | Carlisle, Inghilterra      | City of Manchester, GBR  |
| 3  | Fiona McCann           | D  | 1,72 m | 70 kg | 13 maggio 1987   | Chester, Inghilterra       | City of Liverpool, GBR   |
| 4  | Francesca Snell        | D  | 1,75 m | 63 kg | 20 marzo 1987    | Auckland, N. Zelanda       | West London Penguin, GBR |
| 5  | Alex Rutlidge          | D  | 1,70 m | 62 kg | 12 novembre 1988 | Lancaster, Inghilterra     | City of Manchester, GBR  |
| 6  | Fran Leighton          | CV | 1,82 m | 72 kg | 30 marzo 1982    | Rotherham, Inghilterra     | City of Sheffield, GBR   |
| 7  | Lisa Gibson            | CV | 1,77 m | 75 kg | 12 agosto 1989   | Chichester, Inghilterra    | City of Manchester, GBR  |
| 8  | Hazel Musgrove         | CB | 1,70 m | 65 kg | 6 febbraio 1989  | Watford, Inghilterra       | City of Liverpool, GBR   |
| 9  | Ciara Gibson Byrne     | A  | 1,67 m | 59 kg | 3 dicembre 1992  | Barcellona, Spagna         | City of Manchester, GBR  |
| 10 | Angie Winstanley-Smith | A  | 1,79 m | 66 kg | 5 agosto 1985    | South Shields, Inghilterra | City of Manchester, GBR  |
| 11 | Francesca Clayton      | A  | 1,70 m | 69 kg | 7 gennaio 1990   | Nottingham, Inghilterra    | City of Liverpool, GBR   |
| 12 | Beckie Kershaw         | A  | 1,75 m | 59 kg | 11 agosto 1990   | Lancaster, Inghilterra     | City of Manchester, GBR  |
| 13 | Rosie Morris           | P  | 1,80 m | 69 kg | 30 gennaio 1986  | Birmingham, Inghilterra    | City of Liverpool, GBR   |

- Staff tecnico:

CT:  Szilveszter Fekete.

### Italia
Fabio Conti ha annunciato la formazione per Londra il 7 luglio 2012.
| No | Nome               | R  | Alt    | Peso   | Data di nascita   | Luogo di nascita             | Club              |
| -- | ------------------ | -- | ------ | ------ | ----------------- | ---------------------------- | ----------------- |
| 1  | Elena Gigli        | P  | 1,90 m | 76 kg  | 9 luglio 1985     | Empoli, Italia               | Pro Recco, ITA    |
| 2  | Simona Abbate      | D  | 1,71 m | 64 kg  | 22 agosto 1983    | Fondi, Italia                | Pro Recco, ITA    |
| 3  | Elisa Casanova     | CB | 1,85 m | 100 kg | 26 novembre 1973  | Genova, Italia               | Imperia, ITA      |
| 4  | Anikó Pelle        | D  | 1,70 m | 75 kg  | 28 settembre 1978 | Budapest, Ungheria           | Ortigia, ITA      |
| 5  | Federica Radicchi  | D  | 1,69 m | 64 kg  | 21 dicembre 1988  | Roma, Italia                 | Orizzonte CT, ITA |
| 6  | Allegra Lapi       | A  | 1,67 m | 51 kg  | 8 settembre 1985  | Bagno a Ripoli, Italia       | Fiorentina, ITA   |
| 7  | Tania Di Mario     | A  | 1,67 m | 59 kg  | 4 maggio 1979     | Roma, Italia                 | Orizzonte CT, ITA |
| 8  | Roberta Bianconi   | CV | 1,75 m | 76 kg  | 8 febbraio 1989   | Rapallo, Italia              | Pro Recco, ITA    |
| 9  | Giulia Emmolo      | A  | 1,72 m | 66 kg  | 16 ottobre 1991   | Imperia, Italia              | Imperia, ITA      |
| 10 | Giulia Rambaldi    | A  | 1,78 m | 67 kg  | 11 novembre 1986  | Milano, Italia               | Pro Recco, ITA    |
| 11 | Aleksandra Cotti   | CV | 1,66 m | 64 kg  | 13 dicembre 1988  | S.Giovanni in Persiceto, ITA | Pro Recco, ITA    |
| 12 | Teresa Frassinetti | CB | 1,78 m | 70 kg  | 24 dicembre 1985  | Genova, Italia               | Pro Recco, ITA    |
| 13 | Giulia Gorlero     | P  | 1,79 m | 70 kg  | 26 settembre 1990 | Imperia, Italia              | Imperia, ITA      |

- Staff tecnico:

CT:  Fabio Conti.
Assistente: Monica Vaillant. Team manager: Alexandra Araujo. Preparatore atletico: Valerio Viero. Medico: Vincenzo Ciaccio. Fisioterapista: Alessandro Francini. Video: Marco Russo.

### Russia
La selezione ufficiale è stata annunciata il 20 luglio 2012.
| No | Nome                             | R | Alt    | Peso  | Data di nascita  | Luogo di nascita        | Club                   |
| -- | -------------------------------- | - | ------ | ----- | ---------------- | ----------------------- | ---------------------- |
| 1  | Marija Igorevna Kovtunovskaja    | P | 1,65 m | 61 kg | 19 dicembre 1988 | Nižnij Novgorod, Russia | Kinef Kiriši, RUS      |
| 2  | Diana Ivanovna Antonova          | D | 1,68 m | 50 kg | 17 gennaio 1993  | Namangan, Uzbekistan    | Skif-ŠMSV, RUS         |
| 3  | Aleksandra Ivanovna Antonova     | A | 1,70 m | 55 kg | 22 dicembre 1991 | Namangan, Uzbekistan    | Skif-ŠMSV, RUS         |
| 4  | Ol'ga Konstantinovna Belova      |   | 1,67 m | 50 kg | 28 agosto 1993   | Čeljabinsk, Russia      | Uraločka Zlatoust, RUS |
| 5  | Evgenija Andreevna Ivanova       |   | 1,65 m | 55 kg | 26 giugno 1987   | Nižnij Novgorod, Russia | Šturm, RUS             |
| 6  | Ekaterina Ivanovna Tankeeva      |   | 1,68 m | 65 kg | 28 giugno 1989   | Mosca, Russia           | Šturm, RUS             |
| 7  | Ekaterina Andreevna Lisunova     |   | 1,74 m | 72 kg | 6 ottobre 1989   | Leopoli, Ucraina        | Kinef Kiriši, RUS      |
| 8  | Nadežda Sergeevna Fedotova       |   | 1,70 m | 65 kg | 20 maggio 1988   | San Pietroburgo, Russia | Kinef Kiriši, RUS      |
| 9  | Ekaterina Valer'evna Prokof'eva  |   | 1,66 m | 63 kg | 13 marzo 1991    | Rostov, Russia          | Kinef Kiriši, RUS      |
| 10 | Ol'ga Evgen'evna Beljaeva        |   | 1,73 m | 64 kg | 18 marzo 1985    | Rostov, Russia          | Kinef Kiriši, RUS      |
| 11 | Evgenija Viktorovna Chochrjakova |   | 1,78 m | 70 kg | 20 agosto 1988   | San Pietroburgo, Russia | Kinef Kiriši, RUS      |
| 12 | Sof'ja Evgen'evna Konuch         |   | 1,73 m | 61 kg | 9 marzo 1980     | Čeljabinsk, Russia      | Kinef Kiriši, RUS      |
| 13 | Anna Olegovna Karnaukh           | P | 1,70 m | 55 kg | 31 agosto 1993   | San Pietroburgo, Russia | Kinef Kiriši, RUS      |

- Staff tecnico:

CT: : Aleksandr Kabanov.
Assistenti: Boris Ukhov, Aleksandr Naritsa.